# ماوريسيو كويرو
ماوريسيو كويرو (بالإسبانية: Mauricio Cuero) (28 يناير 1993 بتوماكو في كولومبيا - ) هو لاعب كرة قدم كولومبي في مركز الهجوم. شارك مع منتخب كولومبيا تحت 20 سنة لكرة القدم. أما مع النوادي، فقد لعب مع أوليمبو وبانفيلد ونادي فاسلوي ونادي ليفانتي ولا إكويداد ‏.

## وصلات خارجية
- ماوريسيو كويرو على موقع إي إس بي إن إف سي (الإنجليزية)
- ماوريسيو كويرو على موقع قاعدة بيانات كرة القدم.إي يو (الإنجليزية)
- ماوريسيو كويرو على موقع Soccerbase.com (لاعب) (الإنجليزية)
- ماوريسيو كويرو على موقع Soccerway.com (الإنجليزية)
- ماوريسيو كويرو على موقع AS.com (الإسبانية)